# 霍茹夫
霍茹夫（波蘭語：[ˈxɔʐuf] ⓘ）是波兰西利西亞省的一座城市，位于拉瓦河畔，波蘭最大的都市區之內，是波蘭重要的工業都市。波蘭民主化后許多企業都被私有化，促進了服務業發展。是上西里西亞都市聯盟都市。

## 友好城市
- 德国 伊瑟隆
- 義大利 泰尔莫利
- 匈牙利 欧兹德
- 捷克 兹林
- 法國 克雷伊
- 乌克兰 特諾皮爾